# Zhou Guanyu
Zhou Guanyu (周冠宇; ur. 30 maja 1999 w Szanghaju) – chiński kierowca wyścigowy, startujący w mistrzostwach świata Formuły 1 od sezonu 2022, kierowca zespołu Alfa Romeo F1 Team Stake. Mistrz F3 Asian Championship (2021), drugi wicemistrz Formuły 2 (2021) oraz wicemistrz Włoskiej Formuły 4 (2015).

## Życiorys
Po sukcesach w kartingu, Zhou rozpoczął międzynarodową karierę w jednomiejscowych samochodach wyścigowych w 2015 roku od startów w Niemieckiej Formule 4 oraz we  Włoskiej Formule 4. W edycji niemieckiej zajął piętnaste miejsce. W serii włoskiej trzykrotnie wygrywał i dziewięciokrotnie stawał na podium. Uzbierane 223 punkty pozwoliły mu zdobyć tytuł wicemistrza serii.
W 2016 roku Chińczyk podpisał kontrakt z niemiecką ekipą Team Motopark na starty w Europejskiej Formule 3. Wystartował w trzydziestu wyścigach, spośród których dwukrotnie stawał na podium. Z dorobkiem 101 punktów został sklasyfikowany na trzynastej pozycji w klasyfikacji końcowej kierowców.
W listopadzie 2021 roku potwierdzono angaż Zhou jako kierowcy wyścigowego Alfy Romeo w Formule 1. Tym samym Zhou został pierwszym chińskim kierowcą w historii dyscypliny. Guanyu wybrał numer 24, a jego partnerem zespołowym został Valtteri Bottas.
W Formule 1 przejechał 3 sezony w barwach Alfy Romeo, gdzie skończył 18  w 2022 I 2023 roku oraz 20 w sezonie 2024. W sezonie 2025 przeniósł się do Ferrari gdzie pełni rolę kierowcy rezerwowego.

## Wyniki
| Legenda oznaczeń w tabelach wyników Wyświetl szablon na nowej stronie | Legenda oznaczeń w tabelach wyników Wyświetl szablon na nowej stronie                                                                     |
| Oznaczenie                                                            | Wyjaśnienie |
| --------------------------------------------------------------------- | --- |
| Złoty                                                                 | Zwycięzca lub mistrzostwo |
| Srebrny                                                               | 2. miejsce lub wicemistrzostwo |
| Brązowy                                                               | 3. miejsce lub II wicemistrzostwo |
| Zielony                                                               | Ukończył, punktował (w klasyfikacji generalnej, gdy zdobył co najmniej jeden punkt na przestrzeni sezonu, poza trzema powyższymi opcjami) |
| Niebieski                                                             | Ukończył, nie punktował (w klasyfikacji generalnej, gdy nie zdobył co najmniej jednego punktu na przestrzeni sezonu)                      |
| Czerwony                                                              | Nie zakwalifikował się (NZ) |
| Czerwony                                                              | Nie prekwalifikował się (NPK) |
| Różowy                                                                | Nie ukończył (NU) |
| Różowy                                                                | Niesklasyfikowany (NS) (w klasyfikacji generalnej, gdy nie został sklasyfikowany w żadnym wyścigu sezonu)                                 |
| Czarny                                                                | Zdyskwalifikowany (DK) |
| Czarny                                                                | Wykluczony (WYK/EX) |
| Biały                                                                 | Nie wystartował (NW) |
| Biały                                                                 | Kontuzjowany (K/INJ) |
| Biały                                                                 | Wyścig odwołany (OD/C) |
| Bez koloru                                                            | Został wycofany (WYC/WD) |
| Bez koloru                                                            | Nie przybył (NP/DNA) |
| Bez koloru                                                            | Nie brał udziału w treningach (NT/DNP) |
| Bez koloru                                                            | Nie został zgłoszony (–) |
| Pogrubienie                                                           | Start z pole position |
| Kursywa                                                               | Najszybsze okrążenie wyścigu |
| †                                                                     | Nie ukończył, ale jego rezultat został zaliczony ze względu na przejechanie więcej niż 90% dystansu wyścigu.                              |
| *                                                                     | Sezon w trakcie |
| 1/2/3                                                                 | Punktowana pozycja w sprincie |
| Lista systemów punktacji Formuły 1                                    | |

### Europejska Formuła 3
| Rok  | Zespół                | Wyniki w poszczególnych eliminacjach | Wyniki w poszczególnych eliminacjach | Wyniki w poszczególnych eliminacjach | Wyniki w poszczególnych eliminacjach | Wyniki w poszczególnych eliminacjach | Wyniki w poszczególnych eliminacjach | Wyniki w poszczególnych eliminacjach | Wyniki w poszczególnych eliminacjach | Wyniki w poszczególnych eliminacjach | Wyniki w poszczególnych eliminacjach | Wyniki w poszczególnych eliminacjach | Wyniki w poszczególnych eliminacjach | Wyniki w poszczególnych eliminacjach | Wyniki w poszczególnych eliminacjach | Wyniki w poszczególnych eliminacjach | Wyniki w poszczególnych eliminacjach | Wyniki w poszczególnych eliminacjach | Wyniki w poszczególnych eliminacjach | Wyniki w poszczególnych eliminacjach | Wyniki w poszczególnych eliminacjach | Wyniki w poszczególnych eliminacjach | Wyniki w poszczególnych eliminacjach | Wyniki w poszczególnych eliminacjach | Wyniki w poszczególnych eliminacjach | Wyniki w poszczególnych eliminacjach | Wyniki w poszczególnych eliminacjach | Wyniki w poszczególnych eliminacjach | Wyniki w poszczególnych eliminacjach | Wyniki w poszczególnych eliminacjach | Wyniki w poszczególnych eliminacjach | Punkty | Pozycja |
| ---- | --------------------- | ------------------------------------ | ------------------------------------ | ------------------------------------ | ------------------------------------ | ------------------------------------ | ------------------------------------ | ------------------------------------ | ------------------------------------ | ------------------------------------ | ------------------------------------ | ------------------------------------ | ------------------------------------ | ------------------------------------ | ------------------------------------ | ------------------------------------ | ------------------------------------ | ------------------------------------ | ------------------------------------ | ------------------------------------ | ------------------------------------ | ------------------------------------ | ------------------------------------ | ------------------------------------ | ------------------------------------ | ------------------------------------ | ------------------------------------ | ------------------------------------ | ------------------------------------ | ------------------------------------ | ------------------------------------ | ------ | ------- |
| 2016 | Motopark              | LEC                                  | LEC                                  | LEC                                  | HUN                                  | HUN                                  | HUN                                  | PAU                                  | PAU                                  | PAU                                  | RBR                                  | RBR                                  | RBR                                  | NOR                                  | NOR                                  | NOR                                  | ZAN                                  | ZAN                                  | ZAN                                  | SPA                                  | SPA                                  | SPA                                  | NÜR                                  | NÜR                                  | NÜR                                  | IMO                                  | IMO                                  | IMO                                  | HOC                                  | HOC                                  | HOC                                  | 101    | 13      |
| 2016 | Motopark              | 13                                   | 3                                    | 8                                    | 8                                    | 3                                    | 4                                    | 11                                   | NU                                   | NU                                   | 14                                   | 11                                   | 7                                    | NU                                   | 6                                    | 4                                    | 16                                   | 18                                   | 16                                   | 17                                   | 8                                    | 11                                   | 12                                   | 12                                   | 12                                   | 6                                    | 5                                    | 10                                   | 11                                   | 13                                   | 11                                   | 101    | 13      |
| 2017 | Prema Powerteam       | SIL                                  | SIL                                  | SIL                                  | MNZ                                  | MNZ                                  | MNZ                                  | PAU                                  | PAU                                  | PAU                                  | HUN                                  | HUN                                  | HUN                                  | NOR                                  | NOR                                  | NOR                                  | SPA                                  | SPA                                  | SPA                                  | ZAN                                  | ZAN                                  | ZAN                                  | NÜR                                  | NÜR                                  | NÜR                                  | RBR                                  | RBR                                  | RBR                                  | HOC                                  | HOC                                  | HOC                                  | 149    | 8       |
| 2017 | Prema Powerteam       | 7                                    | 7                                    | NU                                   | 5                                    | 6                                    | 10                                   | NU                                   | NU                                   | 10                                   | 7                                    | 3                                    | 4                                    | 3                                    | 8                                    | 12                                   | 12                                   | 17                                   | 3                                    | 16                                   | 8                                    | 4                                    | 9                                    | 14                                   | NU                                   | 9                                    | 19                                   | 14                                   | 13                                   | 3                                    | 3                                    | 149    | 8       |
| 2018 | Prema Theodore Racing | PAU                                  | PAU                                  | PAU                                  | HUN                                  | HUN                                  | HUN                                  | NOR                                  | NOR                                  | NOR                                  | ZAN                                  | ZAN                                  | ZAN                                  | SPA                                  | SPA                                  | SPA                                  | SIL                                  | SIL                                  | SIL                                  | MIS                                  | MIS                                  | MIS                                  | NÜR                                  | NÜR                                  | NÜR                                  | RBR                                  | RBR                                  | RBR                                  | HOC                                  | HOC                                  | HOC                                  | 205    | 8       |
| 2018 | Prema Theodore Racing | 1                                    | 12                                   | 13                                   | 2                                    | 4                                    | 5                                    | 9                                    | 12                                   | 4                                    | 2                                    | 3                                    | 2                                    | NU                                   | NU                                   | 13                                   | NU                                   | 6                                    | 8                                    | 4                                    | 11                                   | NU                                   | 7                                    | 8                                    | 8                                    | 12                                   | 9                                    | 11                                   | 1                                    | 10                                   | 5                                    | 205    | 8       |

### Formuła 2
| Rok  | Zespół              | Wyniki w poszczególnych eliminacjach | Wyniki w poszczególnych eliminacjach | Wyniki w poszczególnych eliminacjach | Wyniki w poszczególnych eliminacjach | Wyniki w poszczególnych eliminacjach | Wyniki w poszczególnych eliminacjach | Wyniki w poszczególnych eliminacjach | Wyniki w poszczególnych eliminacjach | Wyniki w poszczególnych eliminacjach | Wyniki w poszczególnych eliminacjach | Wyniki w poszczególnych eliminacjach | Wyniki w poszczególnych eliminacjach | Wyniki w poszczególnych eliminacjach | Wyniki w poszczególnych eliminacjach | Wyniki w poszczególnych eliminacjach | Wyniki w poszczególnych eliminacjach | Wyniki w poszczególnych eliminacjach | Wyniki w poszczególnych eliminacjach | Wyniki w poszczególnych eliminacjach | Wyniki w poszczególnych eliminacjach | Wyniki w poszczególnych eliminacjach | Wyniki w poszczególnych eliminacjach | Wyniki w poszczególnych eliminacjach | Wyniki w poszczególnych eliminacjach | Punkty | Pozycja |
| ---- | ------------------- | ------------------------------------ | ------------------------------------ | ------------------------------------ | ------------------------------------ | ------------------------------------ | ------------------------------------ | ------------------------------------ | ------------------------------------ | ------------------------------------ | ------------------------------------ | ------------------------------------ | ------------------------------------ | ------------------------------------ | ------------------------------------ | ------------------------------------ | ------------------------------------ | ------------------------------------ | ------------------------------------ | ------------------------------------ | ------------------------------------ | ------------------------------------ | ------------------------------------ | ------------------------------------ | ------------------------------------ | ------ | ------- |
| 2019 | UNI-Virtuosi Racing | BHR                                  | BHR                                  | BAK                                  | BAK                                  | CAT                                  | CAT                                  | MON                                  | MON                                  | LEC                                  | LEC                                  | RBR                                  | RBR                                  | SIL                                  | SIL                                  | HUN                                  | HUN                                  | SPA                                  | SPA                                  | MNZ                                  | MNZ                                  | SOC                                  | SOC                                  | YAS                                  | YAS                                  | 140    | 7       |
| 2019 | UNI-Virtuosi Racing | 10                                   | 4                                    | NU                                   | 10                                   | 3                                    | 4                                    | 5                                    | 3                                    | 4                                    | 3                                    | 6                                    | 8                                    | 3                                    | 8                                    | 9                                    | 9                                    | OD                                   | OD                                   | NU                                   | 4                                    | 10                                   | 5                                    | 3                                    | 8                                    | 140    | 7       |
| 2020 | UNI-Virtuosi Racing | RBR                                  | RBR                                  | RBR                                  | RBR                                  | HUN                                  | HUN                                  | SIL                                  | SIL                                  | SIL                                  | SIL                                  | CAT                                  | CAT                                  | SPA                                  | SPA                                  | MNZ                                  | MNZ                                  | MUG                                  | MUG                                  | SOC                                  | SOC                                  | BHR                                  | BHR                                  | BHR                                  | BHR                                  | 151,5  | 6       |
| 2020 | UNI-Virtuosi Racing | 17                                   | 14                                   | 3                                    | 4                                    | 10                                   | 8                                    | 2                                    | 9                                    | 9                                    | 5                                    | 3                                    | 14                                   | 7                                    | 3                                    | 5                                    | NU                                   | NU                                   | 5                                    | 8                                    | 1‡                                   | 14                                   | 5                                    | 2                                    | 4                                    | 151,5  | 6       |
| 2021 | UNI-Virtuosi Racing | BHR                                  | BHR                                  | BHR                                  | MON                                  | MON                                  | MON                                  | BAK                                  | BAK                                  | BAK                                  | SIL                                  | SIL                                  | SIL                                  | MNZ                                  | MNZ                                  | MNZ                                  | SOC                                  | SOC                                  | SOC                                  | JED                                  | JED                                  | JED                                  | YAS                                  | YAS                                  | YAS                                  | 183    | 3       |
| 2021 | UNI-Virtuosi Racing | 7                                    | 3                                    | 1                                    | 1                                    | 15                                   | 5                                    | 3                                    | NU                                   | 13                                   | NU                                   | 11                                   | 1                                    | 2                                    | 8                                    | 2                                    | NW                                   | OD                                   | 6                                    | 17                                   | 8                                    | 4‡                                   | 8                                    | 1                                    | 2                                    | 183    | 3       |

‡ - Kierowcy otrzymali połowę punktów, gdyż przejechano mniej niż 75% dystansu wyścigu.

### Formuła 1
| Rok  | Zespół                    | Samochód          | Silnik                  | Wyniki w poszczególnych eliminacjach | Wyniki w poszczególnych eliminacjach | Wyniki w poszczególnych eliminacjach | Wyniki w poszczególnych eliminacjach | Wyniki w poszczególnych eliminacjach | Wyniki w poszczególnych eliminacjach | Wyniki w poszczególnych eliminacjach | Wyniki w poszczególnych eliminacjach | Wyniki w poszczególnych eliminacjach | Wyniki w poszczególnych eliminacjach | Wyniki w poszczególnych eliminacjach | Wyniki w poszczególnych eliminacjach | Wyniki w poszczególnych eliminacjach | Wyniki w poszczególnych eliminacjach | Wyniki w poszczególnych eliminacjach | Wyniki w poszczególnych eliminacjach | Wyniki w poszczególnych eliminacjach | Wyniki w poszczególnych eliminacjach | Wyniki w poszczególnych eliminacjach | Wyniki w poszczególnych eliminacjach | Wyniki w poszczególnych eliminacjach | Wyniki w poszczególnych eliminacjach | Wyniki w poszczególnych eliminacjach | Wyniki w poszczególnych eliminacjach | Punkty | Pozycja |
| ---- | ------------------------- | ----------------- | ----------------------- | ------------------------------------ | ------------------------------------ | ------------------------------------ | ------------------------------------ | ------------------------------------ | ------------------------------------ | ------------------------------------ | ------------------------------------ | ------------------------------------ | ------------------------------------ | ------------------------------------ | ------------------------------------ | ------------------------------------ | ------------------------------------ | ------------------------------------ | ------------------------------------ | ------------------------------------ | ------------------------------------ | ------------------------------------ | ------------------------------------ | ------------------------------------ | ------------------------------------ | ------------------------------------ | ------------------------------------ | ------ | ------- |
| 2022 | Alfa Romeo F1 Team ORLEN  | Alfa Romeo C42    | Ferrari 066/7 1.6 V6    | Bahrajn                              | Arabia Saudyjska                     | Australia                            | Emilia-Romania                       | Stany Zjednoczone                    | Hiszpania                            | Monako                               | Azerbejdżan                          | Kanada                               | Wielka Brytania                      | Austria                              | Francja                              | Węgry                                | Belgia                               | Holandia                             | Włochy                               | Singapur                             | Japonia                              | Stany Zjednoczone                    | Meksyk                               |                                      |                                      |                                      |                                      | 6      | 18      |
| 2022 | Alfa Romeo F1 Team ORLEN  | Alfa Romeo C42    | Ferrari 066/7 1.6 V6    | 10                                   | 11                                   | 11                                   | 15                                   | NU                                   | NU                                   | 16                                   | NU                                   | 8                                    | NU                                   | 14                                   | 16†                                  | 13                                   | 14                                   | 16                                   | 10                                   | NU                                   | 16                                   | 12                                   | 13                                   | 12                                   | 12                                   |                                      |                                      | 6      | 18      |
| 2023 | Alfa Romeo F1 Team Stake  | Alfa Romeo C43    | Ferrari 066/10 1.6T V6  | Bahrajn                              | Arabia Saudyjska                     | Australia                            | Azerbejdżan                          | Stany Zjednoczone                    | Monako                               | Hiszpania                            | Kanada                               | Austria                              | Wielka Brytania                      | Węgry                                | Belgia                               | Holandia                             | Włochy                               | Singapur                             | Japonia                              | Katar                                | Stany Zjednoczone                    | Meksyk                               |                                      | Stany Zjednoczone                    |                                      |                                      |                                      | 6      | 18      |
| 2023 | Alfa Romeo F1 Team Stake  | Alfa Romeo C43    | Ferrari 066/10 1.6T V6  | 16                                   | 13                                   | 9                                    | NU                                   | 16                                   | 13                                   | 9                                    | 16                                   | 12                                   | 15                                   | 16                                   | 13                                   | NU                                   | 15                                   | 12                                   | 13                                   | 9                                    | 13                                   | 14                                   | 17                                   | 15                                   | 17                                   |                                      |                                      | 6      | 18      |
| 2024 | Stake F1 Team Kick Sauber | Stake F1 Team C44 | Ferrari 066/12 1.6 V6 T | Bahrajn                              | Arabia Saudyjska                     | Australia                            | Japonia                              |                                      | Stany Zjednoczone                    | Emilia-Romania                       | Monako                               | Kanada                               | Hiszpania                            | Austria                              | Wielka Brytania                      | Węgry                                | Belgia                               | Holandia                             | Włochy                               | Azerbejdżan                          | Singapur                             | Stany Zjednoczone                    | Meksyk                               |                                      | Stany Zjednoczone                    | Katar                                |                                      | 4      | 20      |
| 2024 | Stake F1 Team Kick Sauber | Stake F1 Team C44 | Ferrari 066/12 1.6 V6 T | 11                                   | 18                                   | 15                                   | NU                                   | 149                                  | 1411                                 | 15                                   | 16                                   | 15                                   | 13                                   | 17                                   | 18                                   | 19                                   | NU                                   | 20                                   | 18                                   | 14                                   | 15                                   | 19                                   | 15                                   | 15                                   | 13                                   | 8                                    | 13                                   | 4      | 20      |

### Podsumowanie
| Sezon | Seria                 | Zespół                       | Wyścigi | P1 | PP | NO | Podium | Punkty | Pozycja |
| ----- | --------------------- | ---------------------------- | ------- | -- | -- | -- | ------ | ------ | ------- |
| 2015  | Niemiecka Formuła 4   | Prema Powerteam              | 8       | 0  | 0  | 0  | 1      | 45     | 15      |
| 2015  | Włoska Formuła 4      | Prema Powerteam              | 21      | 3  | 2  | 0  | 9      | 223    | 2       |
| 2016  | Europejska Formuła 3  | Team Motopark                | 30      | 0  | 0  | 0  | 2      | 101    | 13      |
| 2016  | Masters of Formula 3  | Team Motopark                | 1       | 0  | 0  | 1  | 0      | —      | 16      |
| 2016  | Grand Prix Makau      | Team Motopark                | 1       | 0  | 0  | 0  | 0      | —      | 15      |
| 2016  | Toyota Racing Series  | M2 Competition               | 15      | 1  | 0  | 1  | 4      | 685    | 6       |
| 2017  | Europejska Formuła 3  | Prema Powerteam              | 30      | 0  | 0  | 0  | 5      | 149    | 8       |
| 2017  | Grand Prix Makau      | Prema Powerteam              | 1       | 0  | 0  | 0  | 0      | —      | 8       |
| 2018  | Europejska Formuła 3  | Prema Theodore Racing        | 30      | 2  | 3  | 1  | 6      | 203    | 8       |
| 2018  | Grand Prix Makau      | SJP Theodore Racing by Prema | 1       | 0  | 0  | 0  | 0      | —      | 11      |
| 2019  | Formuła 2             | UNI-Virtuosi Racing          | 22      | 0  | 1  | 2  | 5      | 140    | 7       |
| 2020  | Formuła 2             | UNI-Virtuosi Racing          | 24      | 1  | 1  | 3  | 6      | 151,5  | 6       |
| 2021  | F3 Asian Championship | Abu Dhabi Racing by Prema    | 15      | 4  | 5  | 5  | 11     | 257    | 1       |
| 2021  | Formuła 2             | UNI-Virtuosi Racing          | 22      | 4  | 1  | 1  | 9      | 183    | 3       |
| 2022  | Formuła 1             | Alfa Romeo F1 Team ORLEN     | 22      | 0  | 0  | 1  | 0      | 6      | 18      |
| 2023  | Formuła 1             | Alfa Romeo F1 Team Stake     | 19      | 0  | 0  | 1  | 0      | 6*     | 18*     |